# جان آیزمن
جان آیزمن (به انگلیسی: John Eisenmann) متولد ۱۸۵۱-۱۹۲۴، معمار آمریکایی بود.
پرچم ایالت اوهایو را او طراحی کرده، و مشهورترین ساختمان او مرکز خرید و تفریح Cleveland Arcade ساخت ۱۸۸۲ است. Cleveland Arcade نخستین بنای تجاری‌ست که در تاریخ معماری به عنوان یک نماد شهری شناخته می‌شود.